# Dodge Power Wagon
Dodge Power Wagon – samochód dostawczo-osobowy klasy pełnowymiarowej produkowany pod amerykańską marką Dodge w latach 1945–1980.

## Historia i opis modelu

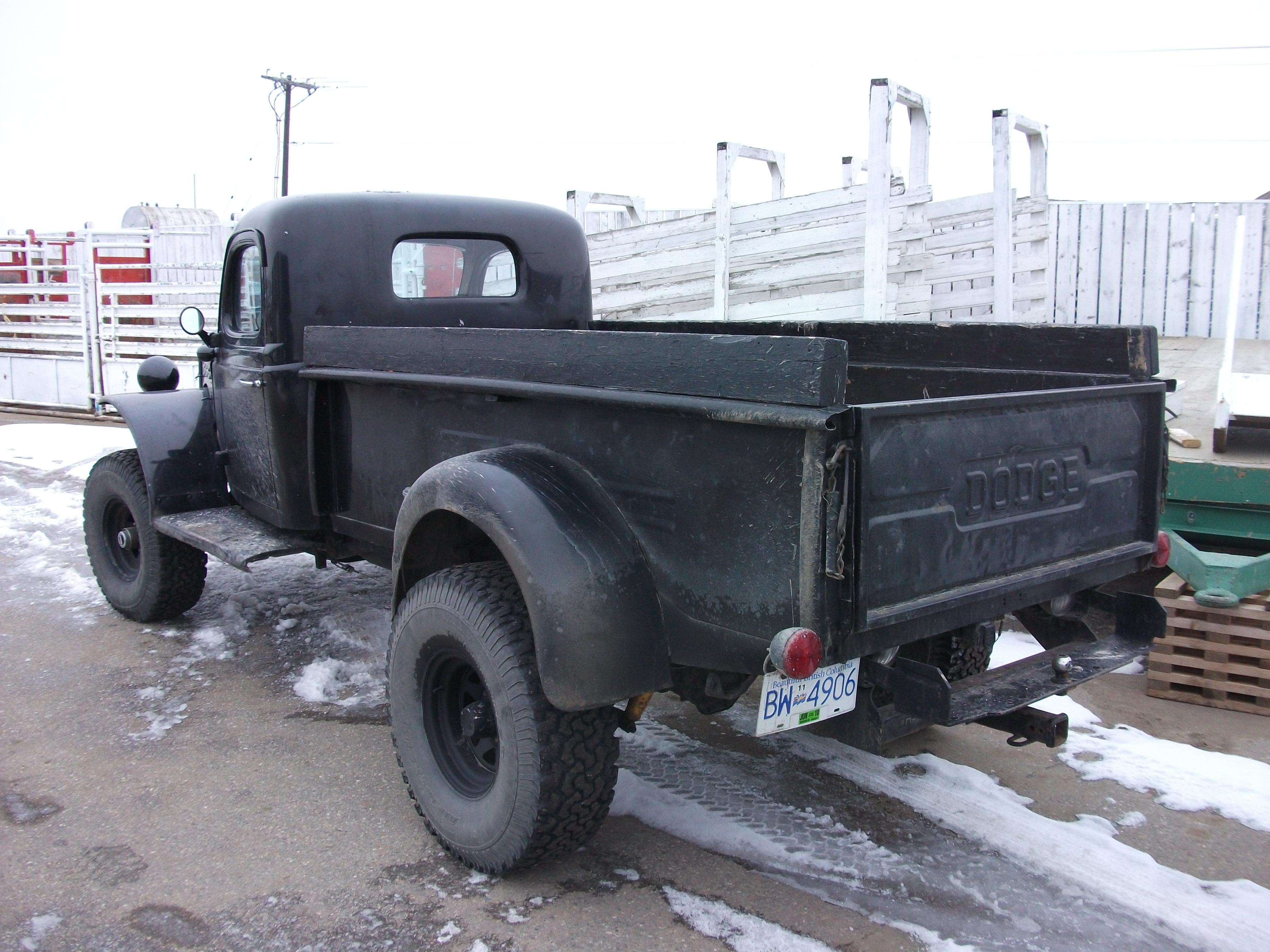
Dodge Power Wagon - tył

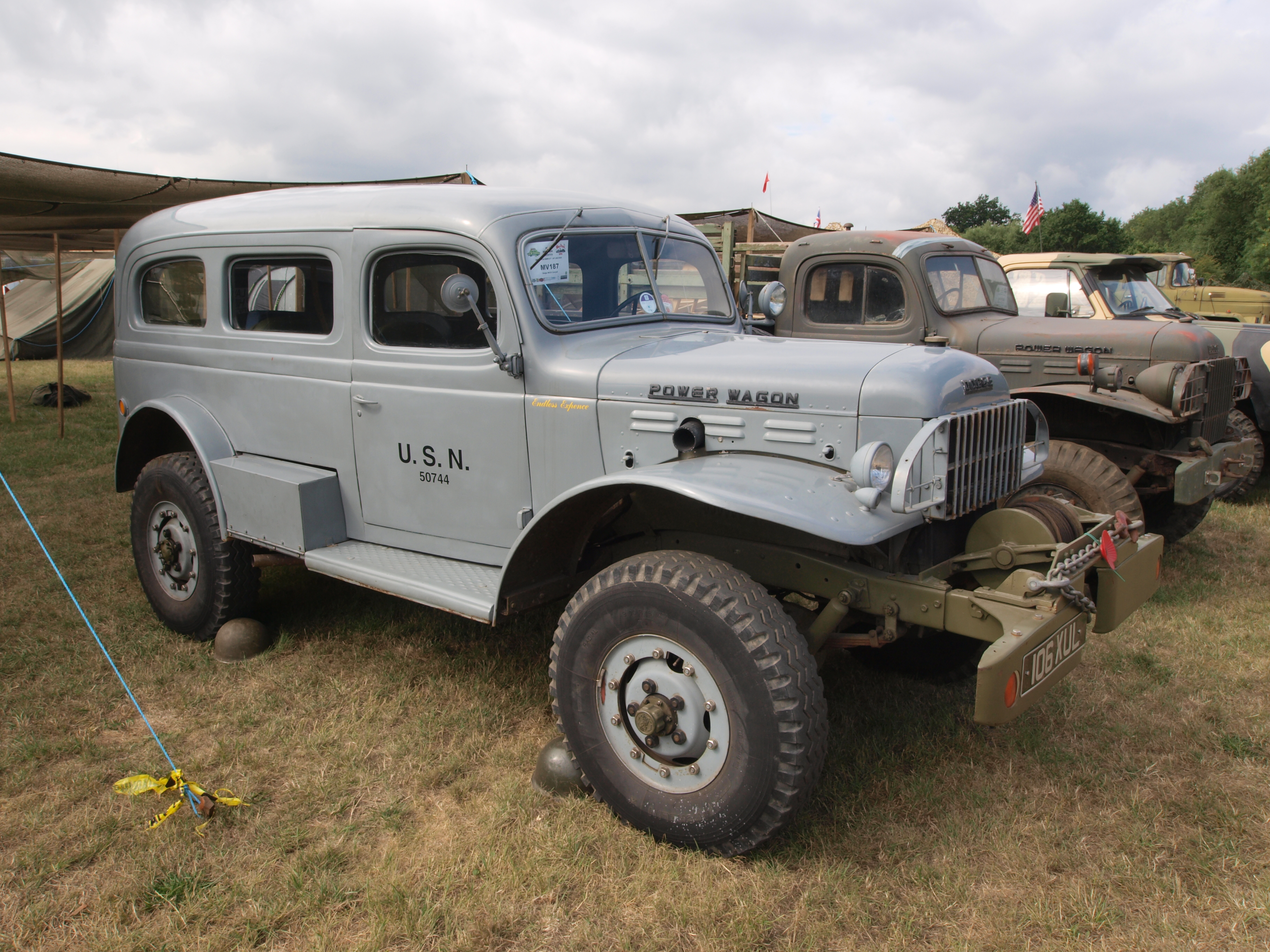
Dodge Power Wagon Carryall

W 1945 roku Dodge przedstawił nowy, pełnowymiarowy samochód Power Wagon o wielofunkcyjnym przeznaczeniu. Producent opracował go jako konstrukcję plasującą się powyżej pickupa B-Series, z myślą o przeznaczeniu wojskowym, a także dla straży pożarnej czy innych służb porządkowych. Charakterystycznym elementem wyglądu Power Wagona były wyraźnie zaznaczone nadkola połączone z podsetem dla kierowcy i pasażera, a także zamocowane na błotnikach reflektory i szpiczasta maska.
Dodge Power Wagon był jednym z najdłużej produkowanych modelu marki w historii, pozostając na rynku do 1980 roku głównie jako pojazd specjalistyczny i dostępny na specjalne zamówienie.

### Warianty
Poza podstawowym pickupem z jednorzędową kabiną pasażerską, Dodge Power Wagon oferowany był w zależności od zamówienia także jako model 6-kołowy, osobowy van, a także pojazd ciężarowy i podwozie pod zabudowę.

### Silnik
- L6 3.8l Flathead
- L6 4.1l Flathead
- V8 5.2l LA